# Municipio de Geneva (Ohio)
El municipio de Geneva (en inglés: Geneva Township) es un municipio ubicado en el condado de Ashtabula en el estado estadounidense de Ohio. En el año 2010 tenía una población de 11098 habitantes y una densidad poblacional de 165,28 personas por km².

## Geografía
El municipio de Geneva se encuentra ubicado en las coordenadas 41°49′15″N 80°56′53″O / 41.82083, -80.94806. Según la Oficina del Censo de los Estados Unidos, el municipio tiene una superficie total de 67.15 km², de la cual 67.08 km² corresponden a tierra firme y (0.1%) 0.06 km² es agua.

## Demografía
Según el censo de 2010, había 11098 personas residiendo en el municipio de Geneva. La densidad de población era de 165,28 hab./km². De los 11098 habitantes, el municipio de Geneva estaba compuesto por el 94.87% blancos, el 1.06% eran afroamericanos, el 0.25% eran amerindios, el 0.33% eran asiáticos, el 0.03% eran isleños del Pacífico, el 1.67% eran de otras razas y el 1.78% pertenecían a dos o más razas. Del total de la población el 5.5% eran hispanos o latinos de cualquier raza.